# Laophonte longicaudata
Laophonte longicaudata är en kräftdjursart som beskrevs av Boeck 1865. Laophonte longicaudata ingår i släktet Laophonte och familjen Laophontidae. Arten är reproducerande i Sverige.

## Underarter
Arten delas in i följande underarter:
- L. l. reducta
- L. l. longicaudata